# 貞観の治 (日本)
貞観の治（じょうがんのち）は、日本の貞観時代における政治である。

## 概要
平安時代、清和天皇の代に貞観という元号があり、「貞観の治」と呼ばれる治世が存在した。
この時代は、前の天皇、文徳天皇朝で人臣初めて（藤原仲麻呂・道鏡は除く。）の太政大臣に就任した藤原良房とその養子（甥）の藤原基経が、初期摂関政治等藤原氏の権勢を固めた時代だったが、疫病の流行、富士山の爆発、応天門の変等不安定要素も抱えながらも、開墾奨励策や貞観格式の編纂、貞観永宝の鋳造等積極的な政策が採られ、政治は安定していた。876年（貞観18年）、清和天皇は皇子の貞明親王（陽成天皇）に譲位、伯父の基経は摂政となり、実父の故・藤原長良は天皇の外祖父として正一位太政大臣を追贈されたが、翌877年に19年間続いた貞観の年号は元慶に改元された。